# Beverly Hills Cop (franquia)
Beverly Hills Cop (bra: Um Tira da Pesada; prt: O Caça-Polícias) é uma franquia de filmes de comédia de ação americana e um piloto de uma série de televisão nunca exibido,  baseado em personagens criados por Daniel Petrie Jr. e Danilo Bach . Os filmes são estrelados por Eddie Murphy como Axel Foley, um policial esperto e rebelde de Detroit, Michigan, que viaja para Beverly Hills, Califórnia, para investigar crimes, mesmo que o caso esteja fora de sua jurisdição.
Lá, ele conhece o detetive Billy Rosewood (Judge Reinhold), o sargento John Taggart (John Ashton) e o tenente Andrew Bogomil (Ronny Cox). Ashton e Cox não aparecem em Beverly Hills Cop III. Murphy e Reinhold são os únicos atores que aparecem em todos os quatro filmes. Harold Faltermeyer produziu a música tema "Axel F" ouvida ao longo da série. Os três primeiros filmes foram distribuídos pela Paramount Pictures, enquanto a Netflix distribuiu o quarto filme. Os filmes arrecadaram um total de US$ 735 milhões nas bilheterias mundiais.
Tentativas de reiniciar a franquia ocorreram ao longo dos anos após a trilogia inicial, incluindo o piloto de uma série de TV em 2013.  Um quarto filme, intitulado Beverly Hills Cop: Axel F, foi lançado em 2024, 40 anos após o filme original e 30 anos após o terceiro filme.  Retornando à franquia ao lado de Murphy estão os membros do elenco dos filmes anteriores (com excesso de Cox), bem como Jerry Bruckheimer, produtor dos dois primeiros filmes.

## Elenco e personagens
| Personagem                | Filmes            | Filmes               | Filmes                | Filmes                    | Televisão          |
| Personagem                | Beverly Hills Cop | Beverly Hills Cop II | Beverly Hills Cop III | Beverly Hills Cop: Axel F | Beverly Hills Cop  |
| Personagem                | 1984              | 1987                 | 1994                  | 2024                      | 2013               |
| ------------------------- | ----------------- | -------------------- | --------------------- | ------------------------- | ------------------ |
| Axel Foley                | Eddie Murphy      | Eddie Murphy         | Eddie Murphy          | Eddie Murphy              | Eddie Murphy       |
| William "Billy" Rosewood  | Judge Reinhold    | Judge Reinhold       | Judge Reinhold        | Judge Reinhold            | Judge Reinhold     |
| John Taggart              | John Ashton       | John Ashton          | mencionado            | John Ashton               |                    |
| Jeffrey Friedman          | Paul Reiser       | Paul Reiser          | mencionado            | Paul Reiser               |                    |
| Serge                     | Bronson Pinchot   |                      | Bronson Pinchot       | Bronson Pinchot           |                    |
| Inspetor Douglas Todd     | Gil Hill          | Gil Hill             | Gil Hill              |                           |                    |
| Andrew Bogomil            | Ronny Cox         | Ronny Cox            |                       |                           |                    |
| Jeannette "Jenny" Summers | Lisa Eilbacher    |                      |                       |                           |                    |
| Chefe Hubbard             | Stephen Elliott   |                      |                       |                           |                    |
| Prefeito Ted Egan         |                   | Robert Ridgely       |                       |                           |                    |
| Jan Bogomil               |                   | Alice Adair          |                       |                           |                    |
| Janice Perkins            |                   |                      | Theresa Randle        |                           |                    |
| Jon Flint                 |                   |                      | Héctor Elizondo       |                           |                    |
| Tio Dave Thornton         |                   |                      | Alan Young            |                           |                    |
| Jane Foley/Saunders       |                   |                      |                       | Taylour Paige             |                    |
| Detetive Bobby Abbott     |                   |                      |                       | Joseph Gordon-Levitt      |                    |
| Capitão Cade Grant        |                   |                      |                       | Kevin Bacon               |                    |
| Maureen Taggart           | mencionado        | mencionado           |                       | Sarah Abrell              |                    |
| Aaron Foley               |                   |                      |                       |                           | Brandon T. Jackson |

### Equipe técnica
| Filme                         | Crew/Detail        | Crew/Detail        | Crew/Detail                                | Crew/Detail                                                                     | Crew/Detail        | Crew/Detail | Crew/Detail |
| Filme                         | Compositor         | Cinematografia     | Editor                                     | Estúdio                                                                         | Distribuidora      | Duração     |             |
| ----------------------------- | ------------------ | ------------------ | ------------------------------------------ | ------------------------------------------------------------------------------- | ------------------ | ----------- | ----------- |
| Beverly Hills Cop             | Harold Faltermeyer | Bruce Surtees      | Billy Weber Arthur Coburn                  | Paramount Pictures Eddie Murphy Productions Don Simpson/Jerry Bruckheimer Films | Paramount Pictures | 105 min     |             |
| Beverly Hills Cop II          | Harold Faltermeyer | Jeffrey L. Kimball | Billy Weber Chris Lebenzon Michael Tronick | Paramount Pictures Eddie Murphy Productions Don Simpson/Jerry Bruckheimer Films | Paramount Pictures | 103 min     |             |
| Beverly Hills Cop III         | Nile Rodgers       | Mac Ahlberg        | Dale Beldin                                | Paramount Pictures Eddie Murphy Productions                                     | Paramount Pictures | 104 min     |             |
| Beverly Hills Cop: Axel Foley | Lorne Balfe        | Eduard Grau        | Dan Lebental                               | Eddie Murphy Productions Don Simpson/Jerry Bruckheimer Films                    | Netflix            | 115 min     |             |